# The Authority
The Authority – komiks wydawnictwa Wildstorm, późniejszego imprintu DC Comics, o przygodach tytułowej grupy superbohaterów. W Polsce prawa do wydawania komiksu ma wydawnictwo Manzoku

## Ogólna charakterystyka
Authority to grupa stworzona w 1999 roku przez scenarzystę Warrena Ellisa i rysownika Bryana Hitcha. W jej skład wchodziły postacie, które Ellis wprowadził w czasie pisania komiksu Stormwatch i nawiązujące do kultowych bohaterów wydawnictwa DC Comics, jak Batman i Superman. Od początku swojego istnienia Authority charakteryzowali się brakiem standardowych dla superbohaterów granic moralnych i zabijali większość swoich przeciwników. Fakt stosowania w pierwszej kolejności metod, które dla klasycznych superbohaterów byłyby nie do przyjęcia oraz ciche podśmiewanie się ze schematów komiksu superbohaterskiego przyniosły serii popularność. Gdy po 12 numerach komiks przejęli scenarzysta Mark Millar i rysownik Frank Quilety, kontynuowali oni ten kierunek prowadzenia komiksu, wprowadzając też różne wątki polityczne. Późniejsi scenarzyści i rysownicy również kontynuowali ten styl pracy nad komiksami o Authority.

## Skład drużyny
Jenny Sparks – Nazywana „Spirit of the XX Century” (Duchem XX Wieku) jest jednym z Century Babies - urodziła się 1 stycznia 1900 roku i zmarła 31 grudnia 1999 roku. Składała się w całości z energii elektrycznej, kontrolowała ją i przestała się starzeć od chwili osiągnięcia dorosłości.
Jack Hawskmoor – Tak zwany „król miast”, przybyli z 70 wieku ludzie zmodyfikowali go tak, aby mógł połączyć się z każdym miastem, w jakim się znajdzie.
Midnighter – Nazywany „Nocnym Zwiastunem Wojny”, Midnighter to sztucznie zmodyfikowany człowiek z niesamowitymi zdolnościami walki wręcz, oraz mocą pozwalającą przewidzieć wszystkie możliwe warianty danej walki i wybrać ten, który zapewnia mu najłatwiejsze zwycięstwo. Jest gejem i mężem Apolla. Niektórzy uważają, że jest parodią Batmana, choć Warren Ellis, twórca tej postaci opisuje go jako „Shadow w wersji Johna Woo”
Apollo – nazywany „bogiem Słońca”, jest zmodyfikowanym człowiekiem, którego moce zasila energia słoneczna. Potrafi latać, jest niesamowicie silny i wytrzymały, może strzelać laserami z oczu. Jest gejem i mężem Midnightera. Parodia Supermana.
Swift – Shen Li-Min, biseksualna Tybetanka o skrzydłach i nogach zakończonych pazurami
Engineer – Angela Spica, kobieta połączona z potężną nanotechnologią.
Doctor – Tytuł ten noszą kolejni wybrańcy, którzy mają pełnić funkcję „lekarza plemienia ludzkości” i „tego, który przebywa w towarzystwie bogów”. Doctor posiada potężne zdolności magiczne i możliwość komunikacji z duchami swoich poprzedników. W szeregach Authority znalazło się dwóch Doctorów - Jeroen Thornedike, duński narkoman, którego po śmierci, z przedawkowania zatrutej heroiny, zastąpił Habib Ben Hassan, były palestyński terrorysta.
Jenny Quantum – Następczyni Jenny Sparx, nazywana „Spirit of the XXI Century”. Przeszła przyśpieszony proces dorastania i przejęła stanowisko liderki Authority. Jej adoptowanymi rodzicami są Apollo i Midnighter. Podobnie jak Jenny Sparx, przestała się starzeć od chwili osiągnięcia dorosłości, potrafiła kontrolować energię kwantową i posiadała zdolności teleportacyjne.
Rose Tatoo – Dawniej „Duch Morderstw” - wcielenie personifikacji idei zabójstwa, przez drugiego Doctora przemieniona w Ducha Życia.
Carrier – Krążownik, ogromny, mający rozmiary porównywalne z pasmami górskimi statek do podróży międzywymiarowych, porzucony przez właścicieli w rzeczywistości Wildstormu, odnaleziony przez członków Authority i używany jako baza operacyjna. Wykazuje pewne ślady własnej osobowości.

## Rozdziały

### Ellis/Hitch Era
the Circle
Historia zawarta w pierwszych czterech numerach serii. Po zakończeniu komiksu Stormwatch, większość członków tej, dotychczas utrzymującej wszelkie nadludzkie zagrożenia w szachu, organizacji zginęła. Jeden z dawnych wrogów Stormwatch Kaizen Gamora postanawia wyryć swój podpis na Ziemi - sztucznie wyhodowani przez niego nadludzie atakują Moskwę, Londyn i Los Angeles, których położenie geograficzne odpowiada położeniu trzech kamieni szlachetnych na pierścieniu Gamory. W czasie walk w Londynie wkraczają Authority, aby później przeszkodzić w ataku na Los Angeles. Wysłany tymczasem na wyspę Gamory Midnighter niszczy fabrykę nadludzi, doprowadzając do śmierci tysięcy mieszkańców wyspy, w tym samego Gamory. W Polsce wydane jako „the Authority, tom 1: Krąg”.
the Sfinghships
Kolejne cztery numery opowiadają o inwazji a Ziemię z alternatywnego świata - Sliding Albion (Sunącego Albionu), w którym w XVI wieku doszło do wymieszania się kultury Europejskiej i kosmicznej. Od 1920 Ziemia i Albion utrzymywały stosunki dyplomatyczne w sekrecie przed społeczeństwem, aż do 1953 gdy mieszkańcy Albionu oficjalnie zginęli, zabici bronią biologiczną. W obliczu inwazji, Authority udaje się do świata Albionu i dokonuje masakry wszystkich rządzących nim dyktatorów. W czasie tej historii pierwszy raz w historii na kartach komiksu doszło do gejowskiego pocałunku, który później został ocenzurowany w kolejnych wydaniach. W Polsce wydane jako „the Authority, tom 2: Statki Albionu”.
Planetary/Authority: Rulling the World
One-shot autorstwa Warrena Ellisa i Phila Jimeneza, w którym występują bohaterowie dwóch serii Ellisa - Authority i Planetary. Jest to crossover, ale nietypowy, ponieważ obie drużyny nie walczą między sobą, ani nawet się nie spotykają - Authority walczą z zagrożeniami z innego wymiaru, podczas gdy Planetary prowadzą śledztwo aby odkryć, kto za nimi stoi. Wedle słów Autora komiks ten dzieje się przed 9 numerem serii Authority. W Polsce prawdopodobnie zostanie wydane w zapowiadanym wydaniu zbiorczym „Planetary: Crossing Worlds"
the Outer Dark
Ostatnie cztery numery autorstwa Elissa i Hitcha, opowiadają o powrocie do Układu Słonecznego Boga - ogromnego kosmity, który przed wiekami go stworzył, a który teraz dąży do eksterminacji wszelkiego życia na Ziemi. Dzięki interwencji Authority kosmita zostaje zabity, ale Jenny Sparx umiera, ponieważ do bitwy dochodzi dokładnie 31 grudnia 1999 - po jej śmierci na Ziemi rodzi się Jenny Quantum, duch XXI wieku. W Polsce wydane jako „the Authority, tom 3: Zaćmienie."

### Kev Saga
Authority: Kev
Trzyeczęściowa miniseria autorstwa Gartha Ennisa i Glena Fabry. Opowiada o Kevinie „Kevie” Hawkinsie - pechowym zabójcy, który  zostaje uzbrojony w zdolny zabić każdego superczłowieka pistolet i wysłany przez Brytyjskki rząd z misją zabicia Authority. Dokonawszy tego, Kev odkrywa, że to nie rząd, a chcący przejąć Ziemię kosmici go wynajęli. Udaje mu się nakłonić Carrier do podróży w czasie i wskrzeszenia Authority, po czym wspólnie ratują świat. Pod koniec komiksu Kev zostaje pobity przez Apolla i Midnightera za żartowanie sobie z gejów.
Authority: More Kev
Czteroczęściowa miniseria duetu Ennis/Fabry. Ziemia zostaje zaatakowana przez obcych, którzy żądają wydania kosmity podszywającego się pod brytyjskiego polityka. Niestety, kilka lat temu Kev niechcący doprowadził do jego śmierci i teraz wspólnie z Apollo i Midnighterem musi znaleźć sposób, aby przywrócić go do życia.
Authority: The Magnificent Kevin
Trzecie, tym razem pięcioczęściowa, miniseria Ennisa. W momencie, gdy całe Authority, oprócz Midnightera, zostaje pokonane przez nieznanego przeciwnika, chcąc odkryć jego pochodzenie Kev dowiaduje się, że Brytyjski rząd w tajemnicy próbuje stworzyć własnych superludzi a atak był próbą pozyskania materiału genetycznego od Authority. W efekcie końcowym Kev morduje swoich przełożonych, przełożonych, zamieszanych w całą tę sprawę.
Authority: Kev, More Kev i the Magnivicent Kevin tworzą tak zwaną Kev Saga, uzupełnioną później o miniserię „A Man Called Kev”, w której nie pojawia się jednak żaden członek Authority. Wszystkie miniserie podchodziły humorystycznie zarówno do Authority, jak i do samych wydarzeń w nich się rozgrywających.

### Millar/Quilety Era
the Nativity
Pierwsza historia nowego duetu twórców - Marka Millara i Franka Quilety. Pod dowództwem Hawksmoora Authority zaczynają działać na arenie międzynarodowej, poprzez likwidowanie dyktatorów i zbrodniarzy wojennych. W tym samym czasie Doctor odkrywa, że Jenny Sparx odrodziła się jako Jenny Quantum, ale gdy Authority próbują ja odnaleźć, dochodzi do starcia z grupą nadludzi, którzy porywają dziecko. Ich twórca, doktor Jacob Krigstein, chce wychować ją w duchu swoich idei, co wpłynie na kształt całego stulecia i stworzy wymarzoną przez niego utopię, ale działania Authority zmuszają go do wysłania armii stworzonych przed siebie nad ludzi (bardzo podobnych do popularnych grup superbohaterów, jak Avengers, X-Men, czy Fantastic Four) w celu zlikwidowania rządów najpotężniejszych państw świata. Po wymordowaniu przeciwników, Authority przekonują Krigsteina do oddania dziecka w zamian za pomoc we wprowadzeniu jego pomysłów na naprawienie świata w życie. W Polsce wydane jako „the Authority, tom 4: Narodziny"
Earth Inferno
Były Doctor używa pozostałych mu mocy by nakłonić Ziemię do zmiany jej biegunów magnetycznych. W zamian za godzinę pełnego dostępu do mocy Doctora renegat  obiecuje ocalić ludzkość, ale zyskawszy ją niemal zabija Authority, nim nadmiar mocy doprowadza go do szaleństwa i ginie. W Polsce zapowiedziane jest wydanie tej historii w tomie „Authority: Piekło Na Ziemi i Inne Opowiadania"
Authority Annual
Annual, będący częścią crossoveru „Devil's Night” i opisujący walkę Authority z hordami zombie. W Polsce zapowiedziane wydanie w tomie „Authority: Piekło Na Ziemi i Inne Opowiadania"
All Tomorow's Parties
Napisany gościnnie przez Doselle Young 21 numer Authority, stanowiący prolog do miniserii Monarchy, w którym dawny lider Stormwatch, Jackson King, odkrywa zagrożenie dla świata ze strony Chimery - sojuszu złych wersji Authority z całego multiwersum
Brave New World i Transfer of Power
Gdy akcje Authority zaczynają przeszkadzać interesom państw G7, ich rządy decydują się zlikwidować ich i zastąpić grupą superbohaterów kontrolowaną przez nich. Stworzony przez nich potwór o tysiącu supermocy, Seth zabija wszystkich członków Authority, oprócz Midnightera, który ucieka z Jenny Quantum, oraz większość uchodźców, którym Authority pozwoliło schronić się na pokładzie Carriera.
W interludium o tytule „Transfer of Power”, przejąwszy Carrier, grupa będąca podróbkami oryginalnych członków Authority na usługach krajów G7, wyrzuca zwłoki do innego wymiaru. Okazuje się jednak, że wymiar ten pozwala wciąż żywym spośród ofiar na zmianę rzeczywistości, a ci z zemsty sprowadzają kraje G7 do poziomu państw Trzeciego Świata, oraz próbują przemienić nowych członków Authority w oryginalnych, ale homofobia następcy Midnightera uniemożliwia im to i doprowadza do ich śmierci.
W dalszej części „Brave New World” członkowie Authority żyją, ale zostali poddani praniu mózgu przez G7 i zmuszeni do życia jako normalni ludzie. Dzięki działaniom Midnightera zostają jednak uwolnieni i zabijają swoich następców, oraz Setha. Seria kończy się ślubem Apolla i Midnightera, którzy adoptują Jenny Quantum.
Zarówno runy Ellisa, jak i Millara zostały poddane ostrzej cenzurze po zamachach z 11 września - usunięto z nich na przykład scenę pocałunku Apolla i Midnightera, oraz zmieniono wygląd prezydenta USA, aby nie przypominał George’a Busha.

### Human On the Inside
Miniseria, będąca pomostem między vol. 1 a vol.2, autorstwa Johna Ridleya i Beva Oliviera, w której Authority, tymczasowo dowodzone przez Jacksona Kinga, musi zmierzyć się z grupą manipulatorów, próbujących wykorzystać przeciwko nim ich własne, ludzkie słabości.

### Vol 2
Po zakończeniu „Brave New World” seria Authority została zamknięta i wznowiona, jako Authority vol.2.Twórcami zostali Robbie Morisson i Dwayne Turner. Seria została zamknięta po 15 numerach (Od numeru #0 do numeru #14 licząc).
High Stakes
Ziemia zostaje zaatakowana przez najeźdźców z Viceworld - planety-kasyna, którego szefowie przypuścili atak tylko po to, aby ich klienci mogli stawiać zakłady, czy Authority odeprze inwazję, czy też nie.
Reality Incorporated
Kolejna inwazja na Ziemię zostaje przypuszczona przez Reality Inc. - multiwymiarową korporację, która zniszczyła cywilizacje na 36 alternatywnych Ziemiach, aby móc wydobywać ich surowce i sprzedawać je w całym multiversum.
Behemot
Engineer opowiada małej Jenny Quantum o tym jak grupa musiała powstrzymać potwora, który okazał się być dziewięciolatkiem, bitym przez ojca. Doctor był zmuszony przybrać formę mężczyzny i przestraszyć chłopca, w wyniku czego ten zapadł w śpiączkę.
Godhead
Authority walczą z człowiekiem zarażającym ludzi religijnym uwielbieniem dla jego osoby. Po pokonaniu go Doctor decyduje się założyć „Curch of Shaman” - alternatywę dla wszystkich zniechęconych tradycyjnymi formami religii.
Coup d'Etat
Miniseria, będąca częścią crossoveru Coup d'Etat. Gdy rząd Stanów Zjednoczonych kładzie ręce na urządzeniu pozwalającym podróżować przez Bleed - przestrzeń między alternatywnymi wymiarami - wywołuje katastrofę w alternatywnym świecie i wojnę z zamieszkującą go rasą. Rozwścieczeni działaniami rządu Authority przejmują nad nim kontrolę, by nie dopuścić do kolejnych katastrof.
Fractured World
Barriera między Ziemią a Bleed zaczyna się rozpadać z nieznanych przyczyn, za którymi, jak się okazuje, stoi Jenny Fractal - bliźniaczka Jenny Quantum, wychowana w nienawiści do wszelkiego życia przez Chiński rząd. W momencie gdy zabija ona swoją siostrę, Midnighter udaje się w przeszłość i zabija Jenny Fractal jako niemowlę, instynktownie rozpoznając, która z bliźniaczek to jego córka.
Street Life
Jednonumerowa historia, opowiadająca o przeszłości Jacka Hawskmoora i jego zemście na mordercy dawnej ukochanej.

### Authority: Revolution
Dwunastoczęściowa maxi-seria pisana przez Eda Brubakera w której przeciwko rządom Authority nad Ameryką występuje grupa „Sons of Liberty”, wzorowana na znanych bohaterach lat czterdziestych, pięćdziesiątych i sześćdziesiątych. Gdy walka z nimi kończy się nuklearną eksplozją, która zmiata z powierzchni Ziemi część Waszyngtonu i Biały Dom, zawstydzeni członkowie grupy zrzekają się władzy nad krajem, rozwiązują grupę i Curch of Shaman. Okazję wykorzystuje manipulator, który wywołał te wydarzenia - Henry Bendix, posiadający własny Carrier i zniewoloną rasę obcych - aby samemu przejąć władzę nad Stanami Zjednoczonymi. W ciągu następnych trzech lat zaczął przejmować coraz większą władzę nad światem, w międzyczasie z pomocą Rose Tatoo zabijając Doctora i więżąc jego następcę. Ośmioletniej Jenny Quantom, postarzonej do wieku 14 lat z pomocą duchów poprzednich Spirit of the Century, udaje się odkryć jego plan i ponownie zebrać Authority do walki z Bendixem, który zostaje pokonany. Zniszczony Carrier Authority zastępują Carrierem Bendixa, a przemieniona z Ducha Morderstw w Ducha Życia Rose Tatoo przyłącza się do grupy.

## Wydania polskie

### Wydanie w miękkiej oprawie (zawieszone)
| Lp. | Tytuł polski               | Tytuł oryginału | Zawartość                         | Data polskiego wydania |
| --- | -------------------------- | --------------- | --------------------------------- | ---------------------- |
| 1   | Authority - Krąg           | The Circle      | Zeszyty Authority (vol. 1) #1-4   | 05.2007                |
| 2   | Authority - Statki Albionu | Shiftships      | Zeszyty Authority (vol. 1) #5-8   | 07.2007                |
| 3   | Authority - Zaćmienie      | The Outer Dark  | Zeszyty Authority (vol. 1) #9-12  | 11.2007                |
| 4   | Authority - Narodziny      | The Nativity    | Zeszyty Authority (vol. 1) #13-16 | 07.2008                |

### Wydanie w twardej oprawie (kompletne)
| Lp. | Tytuł polski      | Tytuł oryginału               | Zawartość                                                                                  | Data polskiego wydania |
| --- | ----------------- | ----------------------------- | ------------------------------------------------------------------------------------------ | ---------------------- |
| 1   | Authority – tom 1 | The Absolute Authority Vol. 1 | Zeszyty The Authority (vol. 1) #1-12 oraz fragmenty z Wildstorm: A Celebration of 25 Years | 12.11.2020             |
| 2   | Authority – tom 2 | The Absolute Authority Vol. 2 | Zeszyty The Authority (vol. 1) #13-29; Authority Annual 2000 oraz Wildstorm Summer Special | 2021                   |